# 哈瑟尔巴赫 (莱茵-洪斯吕克县)
哈瑟尔巴赫是德国莱茵兰-普法尔茨州的一个市镇。总面积5.76平方公里，总人口347人，其中男性167人，女性180人（2011年12月31日），人口密度60人/平方公里。